# Закл (Брасловче)
Закл (словен. Zakl) — поселення в общині Брасловче, Савинський регіон, Словенія. 
Висота над рівнем моря: 283,5 м.